# FC徳島
FC徳島（エフシーとくしま、英語: FC TOKUSHIMA）は、徳島県吉野川市をホームタウンとして活動するサッカークラブ。Jリーグ加盟を目指すクラブの一つである。

## 概要・歴史
川島高校サッカー部OBを中心にして2003年にセレステ（ラテン語で「青空」を意味する）として創設された。2006年に徳島県サッカーリーグ1部に昇格し、2013年に初の四国サッカーリーグ昇格。1年で徳島県リーグに降格したものの、2015年は徳島県リーグ1部で優勝し、四国リーグチャレンジチーム決定戦に進出。決勝で高知県代表の昭和クラブを下し、3年ぶりに四国リーグに復帰した。
2016年にクラブ代表に笠井泰嘉が就任。クラブ名をFC徳島セレステに変更しJFL昇格を目標に定めた。選手では、盛岡から石川雅博を、FC大阪から天羽良輔・木下淑晶らを補強した。リーグ戦では、第10節終了時、1分9敗2得点41失点で最下位の8位に沈むも、残り4試合を全て勝利し5位で残留した。また、初の天皇杯出場も果たした（結果は1回戦敗退）。
2017年、高知ユナイテッドSCから犬塚友輔、林洋人、前年限りで解散となった鹿児島ユナイテッドFCセカンドから福崎冬也らの補強が奏功し、9勝4分1敗で2位に躍進、天皇杯にも2年連続での出場も果たした。また、「徳島出身者中心のチームづくりを進め、長期的な視野に立ったクラブとしての自立を念頭においた組織づくりを進めるため」として、運営法人となる一般社団法人FC徳島スポーツクラブを設立した。
2018年から、FC徳島へ改称した。選手・スタッフ面では、木下淑晶や大西孝治らが退団した一方、前年限りで讃岐を退団した綱田大志らが加入、前年まで監督を務めた高木弘仁が、同年より新たに設けられたテクニカルディレクターに、監督には、前年限りで現役を引退した尾上勇也が就任し、前年まで武蔵大学サッカー部コーチの中田健太郎をコーチに招聘、アシスタントコーチには選手兼任で犬塚友輔が就任した。リーグ戦は10勝3分1敗で2年連続の2位フィニッシュ、天皇杯にも3年連続で出場した。また、第73回国民体育大会サッカー競技の徳島県代表に選抜された。
2019年、チームダイレクターの高木弘仁がヘッドコーチに、監督の尾上勇也がGMに、選手兼アシスタントコーチだった犬塚友輔が現役引退の上で監督に就任した。なお、第7節高知ユナイテッドSC戦を以て、犬塚が新設された事業推進リーダーに転任、後任にGMの尾上が就任した。選手面では、綱田大志が現役引退、赤星雄祐が讃岐へ完全移籍、その他、洪潤極や林洋人らが退団した一方、カンボジア1部・アンコールタイガーFCから荻野賢次郎、MIOびわこ滋賀から奥村南斗、ヴェルスパ大分からデフリンピック日本代表の西大輔、Cobaltore女川から國分俊樹らを補強した。リーグ戦は12勝2敗で3年連続の2位となったが、「輪番枠」で地域CLに初出場した（結果は3戦全敗でAグループ最下位となり1次ラウンド敗退）。
2020年、前年途中から監督を務めた尾上勇也が退任し、後任には、事業推進リーダーの犬塚友輔が復帰した。選手面では、西川公章（ヴェルスパ大分に移籍）や福崎冬也ら5名が退団した一方、長崎から林田隆介ら12名を獲得した。リーグ戦は7戦全勝で初優勝を果たした。地域CLでは初戦でJ.FC MIYAZAKIに逆転勝利を挙げたものの、残る2戦を落とし1勝2敗の3位で1次ラウンド敗退となった。5年連続出場となった天皇杯では、2回戦で松山大学を下し本大会初勝利を挙げる。しかし地域CLから中2日という日程で行われた3回戦で高知ユナイテッドSCに敗れた。
2021年、3月に運営法人である一般社団法人FC徳島スポーツクラブが吉野川市と連携協定を結び、ホームタウンを徳島市から吉野川市に移転した（吉野川市にはチームにゆかりのある川島高校が所在する）。選手面では、西大輔（FCバレイン下関に移籍）や前年加入の林田隆介（ジェイリースFCに移籍）、後藤卓磨（讃岐に移籍）ら20名が退団した一方、FC大阪から須ノ又諭を獲得したほか、海外から5名、新卒を10名を獲得するなど計20名が加入した。また第3節を以て犬塚友輔が監督から退き、後任にヘッドコーチの阿部貴也が就任した。リーグ戦は首位を走っていた状態で打ち切りとなり、リーグ推薦で地域CLに3年連続出場、初めて1次ラウンドを突破したが、決勝ラウンドは3連敗で4位となった。6年連続で出場した天皇杯は1回戦で鳥取に敗れた。
2022年よりクラブカラ―をオレンジから水色へ変更した。また、主なホームゲームをホームタウン内の吉野川市川島町桑村に所在するヨコタ上桜スポーツグラウンド（人工芝ピッチ）にて行う（徳島市球技場、徳島県鳴門総合運動公園球技場、徳島スポーツビレッジも併用）。前年途中から監督を務めた阿部貴也が退任し、前年まで房総ローヴァーズ木更津FCで監督を務めていた片山博義を後任として招聘、GMには前年加入の須ノ又が選手兼任で就任した。選手面では、下田康太（北海道十勝スカイアースに移籍）や松本圭介、奥村南斗ら17名が退団した一方、松江シティFCから那須甚有、アルテリーヴォ和歌山から佐々木佳亮ら計10名が加入（うち1名は3月に退団）、金沢から田路耀介と長野から髙窪健人を期限付きで獲得した。リーグ第9節を終えた7月21日をもって片山監督が退任。後任として磯部和彦が監督に就任した。8月25日に目標に掲げるJリーグ参入を見据え、これまでの一般社団法人から株式会社Fortua（フォルトゥーア）に移管した。四国リーグは13勝1分と圧倒的な力で優勝するも、7年連続出場の天皇杯は福山シティFCに1回戦で敗れた。第58回全社では1回戦で南葛SCに敗退。地域CLは1次ラウンドで0勝3敗の4位に終わる。
2023年は選手兼GMの須ノ又が現役を引退し監督に就任。ヘッドコーチには羽地登志晃が臨時コーチとして就任した。第59回全社では3位に入る快進撃を見せたものの、地域CLでは1次ラウンド3位に終わる。
2024年は須ノ又が代表に専念し、2020年に所属していた新田己裕がGMに就任。羽地が監督に昇格した。四国リーグでは4連覇、第60回全社では前年の成績を更に上回る準優勝に輝いたものの、地域CLでは1次ラウンド3位に終わる。
2025年、社名を株式会社FC徳島に変更。エンブレムも一新した。

## 成績

### リーグ戦
| 年度 | 所属      | 順位                                     | 勝点                                     | 試合                                     | 勝                                       | 分                                       | 敗                                       | 得                                       | 失                                       | 差                                       | 天皇杯     | クラブ名       |
| 2006 | 徳島県2部 | 優勝                                     |                                          |                                          |                                          |                                          |                                          |                                          |                                          |                                          | 県予選敗退 | セレステ       |
| 2007 | 徳島県1部 | 7位                                      | 15                                       | 11                                       | 4                                        | 3                                        | 4                                        | 27                                       | 25                                       | 2                                        | 県予選敗退 | セレステ       |
| 2008 | 徳島県1部 | 9位                                      | 9                                        | 10                                       | 3                                        | 0                                        | 7                                        | 18                                       | 36                                       | -18                                      | 県予選敗退 | セレステ       |
| 2009 | 徳島県1部 | 2位                                      | 21                                       | 11                                       | 6                                        | 3                                        | 2                                        | 23                                       | 15                                       | 8                                        | 県予選敗退 | セレステ       |
| 2010 | 徳島県1部 | 5位                                      | 15                                       | 10                                       | 4                                        | 3                                        | 3                                        | 21                                       | 13                                       | 8                                        | 県予選敗退 | セレステ       |
| 2011 | 徳島県1部 | 4位                                      | 20                                       | 11                                       | 8                                        | 2                                        | 1                                        | 34                                       | 18                                       | 16                                       | 県予選敗退 | セレステ       |
| 2012 | 徳島県1部 | 優勝                                     | 31                                       | 11                                       | 10                                       | 1                                        | 0                                        | 41                                       | 12                                       | 29                                       | 県予選敗退 | セレステ       |
| 2013 | 四国      | 8位                                      | 6                                        | 14                                       | 2                                        | 0                                        | 12                                       | 18                                       | 70                                       | -52                                      | 県予選敗退 | セレステ       |
| 2014 | 徳島県1部 | 8位                                      | 11                                       | 11                                       | 3                                        | 2                                        | 6                                        | 15                                       | 22                                       | -7                                       | 県予選敗退 | セレステ       |
| 2015 | 徳島県1部 | 優勝                                     | 30                                       | 11                                       | 10                                       | 0                                        | 1                                        | 43                                       | 9                                        | 34                                       | 県予選敗退 | セレステ       |
| 2016 | 四国      | 5位                                      | 13                                       | 14                                       | 4                                        | 1                                        | 9                                        | 12                                       | 45                                       | -33                                      | 1回戦敗退  | FC徳島セレステ |
| 2017 | 四国      | 2位                                      | 31                                       | 14                                       | 9                                        | 4                                        | 1                                        | 41                                       | 13                                       | 28                                       | 1回戦敗退  | FC徳島セレステ |
| 2018 | 四国      | 2位                                      | 33                                       | 14                                       | 10                                       | 3                                        | 1                                        | 55                                       | 11                                       | 44                                       | 1回戦敗退  | FC徳島         |
| 2019 | 四国      | 2位                                      | 36                                       | 14                                       | 12                                       | 0                                        | 2                                        | 49                                       | 11                                       | 38                                       | 1回戦敗退  | FC徳島         |
| 2020 | 四国      | 優勝                                     | 21                                       | 7                                        | 7                                        | 0                                        | 0                                        | 29                                       | 3                                        | 26                                       | 3回戦敗退  | FC徳島         |
| 2021 | 四国      | 新型コロナウイルスの影響によりリーグ中止 | 新型コロナウイルスの影響によりリーグ中止 | 新型コロナウイルスの影響によりリーグ中止 | 新型コロナウイルスの影響によりリーグ中止 | 新型コロナウイルスの影響によりリーグ中止 | 新型コロナウイルスの影響によりリーグ中止 | 新型コロナウイルスの影響によりリーグ中止 | 新型コロナウイルスの影響によりリーグ中止 | 新型コロナウイルスの影響によりリーグ中止 | 1回戦敗退  | FC徳島         |
| 2022 | 四国      | 優勝                                     | 40                                       | 14                                       | 13                                       | 1                                        | 0                                        | 66                                       | 8                                        | 58                                       | 1回戦敗退  | FC徳島         |
| 2023 | 四国      | 優勝                                     | 36                                       | 14                                       | 11                                       | 3                                        | 0                                        | 70                                       | 11                                       | 59                                       | 2回戦敗退  | FC徳島         |
| 2024 | 四国      | 優勝                                     | 39                                       | 14                                       | 13                                       | 0                                        | 1                                        | 73                                       | 14                                       | 59                                       | 1回戦敗退  | FC徳島         |

### 天皇杯 JFA 全日本サッカー選手権大会
- 出場9回（2024年現在）

| 回  | 年月日         | 時期  | 会場     | スコア   | 対戦相手                  |
| 96  | 2016年8月27日  | 1回戦 | 鳴門大塚 | 0 - 6    | 徳島ヴォルティス (J2)     |
| 97  | 2017年4月22日  | 1回戦 | 鳴門大塚 | 1 - 2    | MD長崎 (長崎)             |
| 98  | 2018年5月27日  | 1回戦 | レベスタ | 0 - 1    | 福岡大学 (福岡)           |
| 99  | 2019年5月25日  | 1回戦 | 延岡西階 | 1 - 5    | ホンダロックSC (宮崎)     |
| 100 | 2020年9月23日  | 2回戦 | 春野陸   | 5 - 0    | 松山大学 (愛媛)           |
| 100 | 2020年11月11日 | 3回戦 | ピカスタ | 1 - 2    | 高知ユナイテッドSC (高知) |
| 101 | 2021年5月23日  | 1回戦 | Axis     | 1 - 4    | ガイナーレ鳥取 (鳥取)     |
| 102 | 2022年5月22日  | 1回戦 | Eスタ    | 2 - 3    | 福山シティFC (広島)       |
| 103 | 2023年5月21日  | 1回戦 | 福通スタ | 3 - 1    | SRC広島 (広島)            |
| 103 | 2023年6月7日   | 2回戦 | 福通スタ | 0 - 5    | サンフレッチェ広島 (J1)   |
| 104 | 2024年5月26日  | 1回戦 | 鳴門大塚 | 0 - 1aet | ジェイリースFC (大分)     |

### 全国社会人サッカー選手権大会
- 出場6回（2024年現在）

| 回 | 年月日                                           | 時期                                             | 会場                                             | スコア                                           | 対戦相手                                         |                                                  |
| 54 | 2018年10月20日                                   | 1回戦                                            | ひたちスポA                                      | 0 - 6                                            | いわきFC                                         |                                                  |
| 55 | 2019年10月12日                                   | 1回戦                                            | しおかぜA                                        | 3 - 1                                            | 三菱自動車水島FC                                 |                                                  |
| 55 | 2019年10月13日                                   | 2回戦                                            | 志布志陸                                         | 2 - 0                                            | 新潟医療福祉大学FC                               |                                                  |
| 55 | 2019年10月14日                                   | 準々決勝                                         | 国分陸                                           | 0 - 1                                            | おこしやす京都AC                                 |                                                  |
| 57 | 新型コロナウイルスの感染拡大の影響により開催中止 | 新型コロナウイルスの感染拡大の影響により開催中止 | 新型コロナウイルスの感染拡大の影響により開催中止 | 新型コロナウイルスの感染拡大の影響により開催中止 | 新型コロナウイルスの感染拡大の影響により開催中止 | 新型コロナウイルスの感染拡大の影響により開催中止 |
| 58 | 2022年10月15日                                   | 1回戦                                            | しおかぜC                                        | 0 - 1                                            | 南葛SC                                           |                                                  |
| 59 | 2023年10月21日                                   | 1回戦                                            | 駅スタ                                           | 5 - 1                                            | FC LA U.de Sendai                                |                                                  |
| 59 | 2023年10月22日                                   | 2回戦                                            | 鳥栖北部A                                        | 1 - 0                                            | 北海道十勝スカイアース                           |                                                  |
| 59 | 2023年10月23日                                   | 準々決勝                                         | 駅スタ                                           | 2 - 1                                            | FC延岡AGATA                                      |                                                  |
| 59 | 2023年10月24日                                   | 準決勝                                           | 鳥栖北部B                                        | 1 - 3                                            | アルテリーヴォ和歌山                             |                                                  |
| 59 | 2023年10月25日                                   | 3位決定戦                                        | 駅スタ                                           | 2 - 1                                            | ジョイフル本田つくばFC                           |                                                  |
| 60 | 2024年10月19日                                   | 1回戦                                            | 東近江                                           | 2 - 0                                            | FC延岡AGATA                                      |                                                  |
| 60 | 2024年10月20日                                   | 2回戦                                            | 京セラ東近江                                     | 3 - 0                                            | FC岐阜SECOND                                     |                                                  |
| 60 | 2024年10月21日                                   | 準々決勝                                         | ビッグレイクC                                    | 3 - 1                                            | SRC広島                                          |                                                  |
| 60 | 2024年10月22日                                   | 準決勝                                           | 東近江                                           | 1 - 0                                            | ジェイリースFC                                   |                                                  |
| 60 | 2024年10月23日                                   | 決勝                                             | 東近江                                           | 0 - 1                                            | JAPANサッカーカレッジ                            |                                                  |

## タイトル

### リーグ戦
- 四国サッカーリーグ：4回
  - 2020、2022 - 2024
- 徳島県サッカーリーグ1部：2回
  - 2012、2015
- 徳島県サッカーリーグ2部：1回
  - 2006

### カップ戦
- 四国リーグチャレンジチーム決定戦：2回
  - 2012、2015
- 徳島県サッカー選手権大会：9回
  - 2016 - 2024

## 所属選手・スタッフ
2024年

### スタッフ
| 役職     | 氏名       | 前職                              | 備考 |
| 監督     | 羽地登志晃 | FC徳島 臨時コーチ（ヘッドコーチ） |      |
| GKコーチ | 永井文也   | FC大阪 選手                       |      |

### 選手
| Pos | No. | 選手名     | 前所属                 | 備考           |
| GK  | 1   | 菊山耀介   | 飛鳥FC                 |                |
| GK  | 21  | 尹将英     | ベルガロッソいわみ     |                |
| GK  | -   | 林祥太郎   | FC岐阜                 | 期限付き移籍   |
|     |     |            |                        |                |
| DF  | 3   | 秋月駿作   | 徳山大学               |                |
| DF  | 4   | 西川公章   | FC刈谷                 |                |
| DF  | 9   | 高畠淳也   | MIOびわこ滋賀          |                |
| DF  | 16  | 金子悠野   | 品川CC横浜             |                |
| DF  | 17  | 前野恵吾   | 大阪経済大学           |                |
| DF  | 27  | 山原慧也   | 大阪経済大学           |                |
| DF  | 29  | 小長谷勇樹 | 拓殖大学               |                |
| DF  | 33  | 石川雅博   | グルージャ盛岡         |                |
|     |     |            |                        |                |
| MF  | 6   | 山本直     | FCティアモ枚方         |                |
| MF  | ７  | 出岡大輝   | 鈴鹿ポイントゲッターズ |                |
| MF  | 8   | 姫田耕大   | 福山シティFC           |                |
| MF  | 10  | 久保田蓮   | 四国学院大学           |                |
| MF  | 11  | 谷山湧人   | ロアッソ熊本           | 期限付き移籍   |
| MF  | 14  | 南野心     | 環太平洋大学           |                |
| MF  | 15  | 加藤和尊   | 新潟医療福祉大学       |                |
| MF  | 19  | 早坂翔     | YOKOHAMA FIFTY CLUB    |                |
| MF  | 20  | 榎本龍人   | 東海学園大学           |                |
| MF  | 24  | 小松光樹   | 北海道十勝スカイアース |                |
| MF  | 25  | 東郷翼     | ロアッソ熊本           | 期限付き移籍   |
| MF  | 44  | 近藤蔵波   | バレスティア・カルサFC | 元U-16日本代表 |
|     |     |            |                        |                |
| FW  | 18  | 本吉利安   | 駒澤大学               |                |
| FW  | 22  | 操希翔     | 高知ユナイテッドSC     |                |
| FW  | 26  | 野村魁     | 東海学園大学           |                |

### 期限付き移籍加入の選手
| Pos | 選手名   | 移籍元       | 移籍期間                      | 備考                         |
| GK  | 林祥太郎 | FC岐阜       | 2024年8月5日 - 2025年1月31日  |                              |
| MF  | 谷山湧人 | ロアッソ熊本 | 2024年2月1日 - 2025年1月31日  | 熊本と対戦する公式戦出場不可 |
| MF  | 東郷翼   | ロアッソ熊本 | 2024年7月24日 - 2025年1月31日 |                              |

## ユニフォーム

### クラブカラー
- - 2021年：  オレンジ、  紺
- 2022年 - 現在：  水色

### ユニフォームスポンサー
| 掲出箇所   | スポンサー名            | 表記                        | 掲出年   | 備考                      |
| 胸         | ネッツトヨタ徳島        | ネッツ徳島                  | 2021年 - | 2020年は背中下部          |
| 鎖骨       | ケイトホールディングス  | CΛIT GROUP                  | 2022年 - | 右側に掲出                |
| 鎖骨       | 医療法人徳松会 松永病院 | まつながごはん ～松永病院～ | 2024年 - | 左側に掲出                |
| 背中上部   | カルダノ                | CARDANO                     | 2024年 - |                           |
| 背中下部   | なし                    | -                           | -        |                           |
| 袖         | ケーブルネットおえ      | ケーブルネットおえ          | 2023年 - | 2022年はパンツ背面        |
| パンツ前面 | 平山建設                | HIRAYAMA                    | 2024年 - |                           |
| パンツ背面 | 医療法人青鳳会 美摩病院 | 医療法人 青鳳会 美摩病院    | 2024年 - | 2021年 - 2022年は背中上部 |

### ユニフォームサプライヤーの遍歴
- - 2018年5月：アンダーアーマー
- 2018年6月 - 2021年：ライネス
- 2022年：パサデナ
- 2023年 - 現在：ボネーラ

### 歴代ユニフォームスポンサー表記
| 年度 | 箇所                        | 箇所       | 箇所                                    | 箇所                     | 箇所                               | 箇所                                    | 箇所                         | 箇所                     | サプライヤー         |
| 年度 | 胸                          | 鎖骨右     | 鎖骨左                                  | 背中上部                 | 背中下部                           | 袖                                      | パンツ前面                   | パンツ背面               | サプライヤー         |
| 2016 | 環境をデザインする。 nankai | -          | -                                       | -                        | -                                  | -                                       | -                            | -                        | UNDER ARMOUR         |
| 2017 | 環境をデザインする。 nankai | -          | -                                       | -                        | -                                  | -                                       | -                            | -                        | UNDER ARMOUR         |
| 2018 | 環境をデザインする。 nankai | -          | -                                       | KITA KIKAI               | -                                  | Room Create                             | Landscape Design 庭翠園      | -                        | UNDER ARMOUR / LINES |
| 2019 | 環境をデザインする。 nankai | -          | -                                       | KITA KIKAI               | -                                  | Room Create                             | Landscape Design 庭翠園      | -                        | LINES                |
| 2020 | 環境をデザインする。 nankai | -          | -                                       | KITA KIKAI               | ネッツ徳島                         | 徳島環境整備(株)                        | Landscape Design 庭翠園      | -                        | LINES                |
| 2021 | ネッツ徳島                  | -          | -                                       | みまグループ / 美摩病院  | 阿部商事株式会社 tatemonokanri.com | 土地・建物のトータルプランナー ㍿松島組 | - / 軽自動車専門店 カラフル! | -                        | LINES                |
| 2022 | ネッツ徳島                  | CΛIT GROUP | 土地・建物のトータルプランナー ㍿松島組 | 医療法人 青鳳会 美摩病院 | 阿部商事(株)                       | Landscape Design 庭翠園                 | 軽自動車専門店 カラフル!     | ケーブルネットおえ       | PASADENA             |
| 2023 | ネッツ徳島                  | CΛIT GROUP | -                                       | -                        | -                                  | ケーブルネットおえ                      | Landscape Design 庭翠園      | -                        | bonera               |
| 2024 | ネッツ徳島                  | CΛIT GROUP | まつながごはん ～松永病院～             | CARDANO                  | -                                  | ケーブルネットおえ                      | HIRAYAMA                     | 医療法人 青鳳会 美摩病院 | bonera               |

## クラブ名遍歴
- 2003年 - 2015年：セレステ
- 2016年 - 2017年：FC徳島セレステ
- 2018年 - 現在：FC徳島